# Herb gminy Człuchów
Herb gminy Człuchów – symbol gminy Człuchów, autorstwa Tadeusza Matwijewicza, ustanowiony 29 grudnia 2008.

## Wygląd i symbolika
Herb przedstawia na tarczy typu hiszpańskiego koloru niebieskiego w centralnej części postać białego byka, a nad nią prosty, biały krzyż. Herb nawiązuje do herbu Komendy Krzyżackiej w Człuchowie, a także do uniwersalnych europejskich  kodów kulturowych poprzez prostotę krzyża.